# پارچه بافتنی

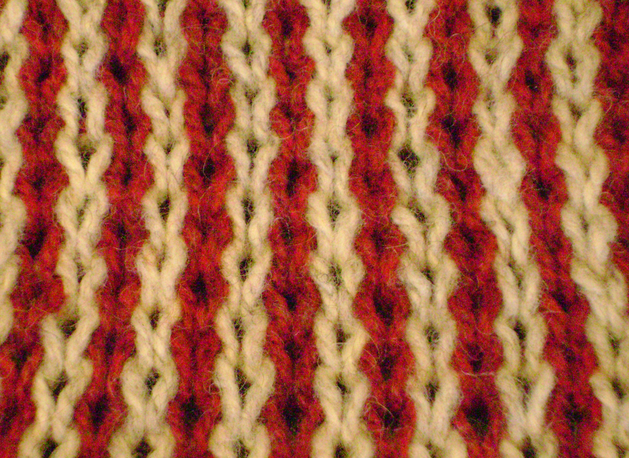
نمونه‌ای پارچه بافتنی که با نخ‌های زرد و قرمز بافته شده‌است.

پارچه بافتنی یا تریکو (به فرانسوی: tricot) نوعی از پارچه است که بر خلاف منسوجات بی‌بافت و پارچه‌های حاصل از نساجی، به روش بافندگی ایجاد شده و هم جنس نرمتری دارد و هم به خاطر بافته بودن، به سادگی قابل شکل‌دادن است در نتیجه در تهیه جوراب یا کلاه از آن استفاده می‌شود.

## ساختار

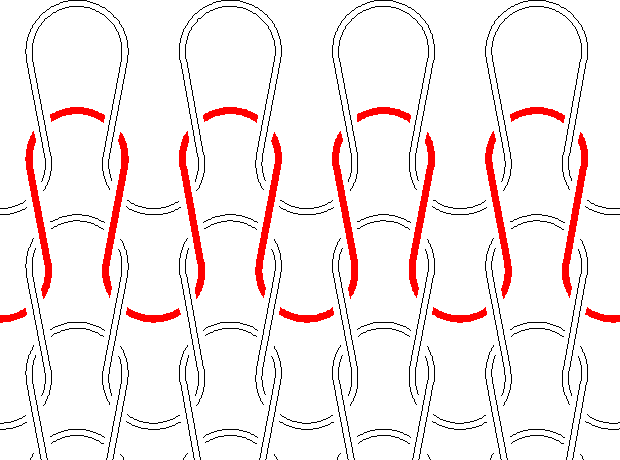
ساختار پارچهٔ یک جوراب بافتنی. مسیری که توسط نخ قرمز ایجاد شده را یک «رج» می‌نامند و هر رج به رج بالایی آویخته‌است. بالاترین رج «آزاد» است و می‌توان رجی دیگر به آن افزود.

پارچه بافتنی از یک سری رج تشکیل می‌شود که هر رج به قبلی بافته شده‌است.

## انواع
پارچه‌های بافتنی به دو دستهٔ اصلی تقسیم می‌شوند: تاربافت و پودبافت. این نامگذاری بر اساس نوع بافت به تناسب تار و پود پارچه انجام می‌گیرد. پارچه‌های تاربافت نظیر تریکو استقامت بیشتری دارند، در نتیجه برای بافتنی‌های ظریف‌تر (نظیر لباس زیر) به کار می‌روند.

### تریکو

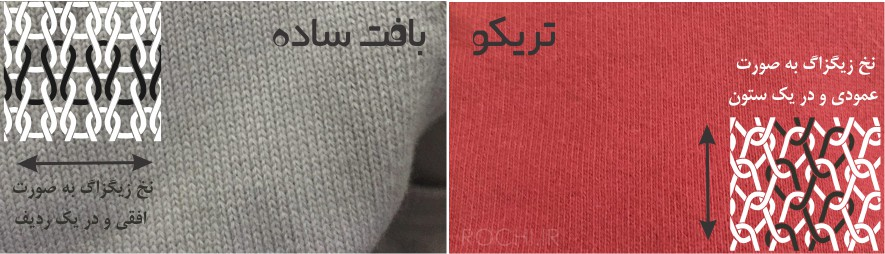
مقایسهٔ بافت تریکو (تاربافت) با بافتنی معمولی (پودبافت)

تریکو یکی از انواع پارچه‌های تاربافت است. در این نوع پارچه، بافت به صورت زیگزاگ حول یک رشتهٔ عمودی (تار) انجام می‌شود، که متمایز با بافت معمولی است که حول پود انجام می‌گیرد. این کار باعث مقاومت بیشتر این نوع پارچه در برابر «دررفتن» (از هم جداشدن رشته‌های بافته) می‌گردد.